# Маглич планина
 Тази статия е за планината.  За крепостта вижте Маглич.  
Маглич е планина разположена между Босна, Херцеговина и Черна гора, най-високата в Босна и Херцеговина. Най-високият връх е Велики Витао (2.396 м.), а едноименния Маглич е на 2.386 м. надморска височина.
Планината се намира на около 20 км. югозападно от Фоча на границата на Босна и Херцеговина и Черна гора. Заобиколена е от реки и планини - Сутиеска от запад, Волуяк - югозапад, Дрина и Пива - североизток и Биоч от югоизток.
Маглич е част от планинската верига на Динарите.